# Kalaat Senan
Kalaat Senan o Kalaât Snen o Kalâat Snan (àrab: قلعة سنان, Qalʿat Sinān) és una ciutat de Tunísia a la governació del Kef, situada uns 45 km al sud-est de la ciutat del Kef i a uns 10 km de la frontera algeriana. La municipalitat té 5.044 habitants. És capçalera d'una delegació amb 20.070 habitants segons el cens del 2004.

## Economia
L'economia, tot i que una mica dinamitzada pel turisme, gràcies als jaciments d'Altuburos, Haïdra i la Taula de Jugurta, continua essent preferentment agrícola, amb cereals i ramaderia.

## Etimologia
Al sud de la ciutat hi ha una plana dominada per una muntanya de 1.255 metres d'altura, de forma plana, coneguda com la Taula de Jugurta, que forma una fortalesa natural. Al segle xviii fou el refugi del cap rebel amazic Senan contra el bei. La ciutat, així com la font principal, Aïn Snan, prenen el nom d'aquest cap.

## Administració
És el centre de la delegació o mutamadiyya homònima, amb codi geogràfic 23 56 (ISO 3166-2:TN-12), dividida en nou sectors o imades:
- Kalâat Snan (23 56 51)
- Bou Jabeur (23 56 52)
- Safsaf (23 56 53)
- Mzita (23 56 54)
- El Falta (23 56 55)
- Sed El Khir (23 56 56)
- Aïn Snan (23 56 57)
- El Hamaïma (23 56 58)
- El Mahjouba (23 56 59)

Al mateix temps, forma una municipalitat o baladiyya (codi geogràfic 23 17).